# Armia Wyzwolenia Narodowego (Kolumbia)

Flaga używana przez Armię Wyzwolenia Narodowego

Armia Wyzwolenia Narodowego (hiszp. Ejército de Liberación Nacional, ELN) – lewicowa grupa partyzancka z Kolumbii.

## Historia
Powstała w 1964 roku w wyniku przekształcenia Liberalnego Ruchu Rewolucyjnego (MRL). Jej założycielami byli bracia Fabio i Manuel Vásquez Castaño, w styczniu 1966 przyłączył się do nich ks. Camilo Torres Restrepo.
Oddziały ELN operowały początkowo w departamencie Santander. W styczniu 1965 roku partyzanci zajęli niewielką wioskę Simacota w Santander i oficjalnie ogłosili się Armią Wyzwolenia Narodowego. Rebelianci zostali niemal całkowicie wyniszczeni w następstwie ofensywy rządowej z 1973 roku. W akcji przeciwko rewolucjonistom zginęło 135 z 200 członków ELN, w tym Fabio i Manuel Vásquez Castaño. Władzę w grupie przejęli Manuel Perez i Nicolas Rodriguez Bautista. W połowie lat 70. ELN rozpoczął porwania polityków i zamożnych właścicieli ziemskich oraz napady na banki. W latach 90. ELN zaczął pobierać haracze od firm naftowych działających na kontrolowanych przez partyzantkę terenach. W samym tylko 1998 roku ELN zarobił na wymuszeniach 225 milionów dolarów. Na ten okres przypadło zaangażowanie partyzantów w handel narkotykami. Proceder szczególnie rozwinięty był w departamencie Bolívar, gdzie znajdowała się siedziba ELN. W 1999 roku ugrupowanie osiągnęło szczyt potęgi. Liczyło wtedy od 4 do 5 pięciu tysięcy stałych członków i około 15 tysięcy współpracowników.
W pierwszych latach XXI wieku ELN utraciła większość kontrolowanych obszarów, w tym bazę w Bolívar. Było to efektem działalności sił paramilitarnych AUC. W 2001 roku partyzanci rozpoczęli rozmowy pokojowe z rządem. Do ponownych negocjacji przystąpili w 2002, 2004 i 2005 roku. Wszystkie próby zawarcia pokoju nie powiodły się. Od 2009 roku ELN wykazuje oznaki wewnętrznego podziału. Jednostki zaczęły sprzeciwiać się rozkazom dowódców i wchodziły w sojusze z handlarzami narkotyków. W 2012 roku ELN nie zostało włączone do procesu pokojowego między rządem a Rewolucyjnymi Siłami Zbrojnymi Kolumbii (FARC). W czerwcu 2014 roku ruszyły wstępne rozmowy z rządem, a we wrześniu 2015 roku kolejne rozmowy pokojowe.

## Liczebność
Liczebność oddziałów partyzanckich ELN według lat:
- 1972: 200
- 1973: 65
- 1998: 4000-5000
- 2001: 3500
- 2006: 2000
- 2009: 1500
- 2010: 5000
- 2013: 1380-3000
- 2013: 3000
- 2014: 2500
- 2015: 2000-2500

## Relacje z innymi grupami partyzanckimi
Ugrupowanie współpracuje z pokrewnymi ideowo partyzantami. Odnotowano współpracę ELN z FARC, Ludową Armią Wyzwolenia i Ruchem 19 Kwietnia.

## Wsparcie zagraniczne
Założyciele grupy odbyli przeszkolenie na Kubie. W kolejnych latach rząd kubański przekazywał rebeliantom pieniądze i broń. Współcześnie pomoc nie ma miejsca.
Prezydent Juan Manuel Santos w 2011 roku oskarżył dyktatora Libii Mu’ammara al-Kaddafiego o wspieranie partyzantów w przeszłości.

## Ideologia
Ideowo odwołuje się do marksizmu-leninizmu i katolickiej teologii wyzwolenia.
W XXI wieku przywiązanie ELN do ideologii wydaje się niewielkie. Pierwsi dowódcy formacji nie uznawali porwań i handlu narkotykami, które od lat 90. stały się normą.

## Jako organizacja terrorystyczna
Figuruje na listach organizacji terrorystycznych Departamentu Stanu USA, Kanady i Unii Europejskiej.